# Ogre (novads 2009–2021)
Ogre (łot.: Ogres novads) – jeden z łotewskich novadsów, funkcjonujący w latach 2009–2021.

## Historia
Novads powstało na terenach należących przed 2009 do rejonu Ogre.
W skład novadsu wchodziło miasto Ogre oraz dziewięć pagastsów: Krape, Ķeipene, Laubere, Madliena, Mazozoli, Meņģele, Ogresgals, Suntaži i Taurupe. Jego stolicą zostało miasto Ogre.
Zlikwidowany w ramach reformy administracyjnej 30 czerwca 2021. Wszedł w całości w skład nowego, większego novadsu Ogre.